# Liste des ministres français de l'Économie nationale

## Ministres
- 13 décembre 1930 - 27 janvier 1931 : Louis Loucheur (Ministre de l'Économie nationale, du Commerce, de l'Industrie)
- 4 juin 1936 - 22 juin 1937 : Charles Spinasse
- 10 avril 1938 - 15 septembre 1939 : Raymond Patenôtre
- 23 février 1941 - 18 avril 1942 : Yves Bouthillier
- 18 avril 1942 - 20 août 1944 : Pierre Cathala
- 4 septembre 1944 -  6 avril 1945 : Pierre Mendès France
- 6 avril 1944 - 21 novembre 1945 : René Pleven
- 21 novembre 1945 - 26 janvier 1946 : François Billoux
- 26 janvier 1946 - 24 juin 1946 : André Philip (Ministre à l'Économie nationale et aux Finances)
- 24 juin 1946 - 16 décembre 1946 : François de Menthon
- 22 janvier 1947 - 22 octobre 1947 : André Philip

## Sous-secrétaires d'État
- 13 décembre 1930 - 26 janvier 1931 : Léon Meyer  (Sous-secrétaire d'État à l'Économie nationale, au Commerce et à l'Industrie)
- 3 juin 1932 - 25 octobre 1933 : Raymond Patenôtre (Sous-secrétaire d'État à la Présidence du Conseil et aux Affaires étrangères chargé de l’Économie nationale)
- 26 octobre - 25 novembre 1933 : Maxence Bibié (Sous-secrétaire d'État à la Présidence du Conseil et à la Marine chargé de l’Économie nationale)
- 26 novembre 1933 - 29 janvier 1934 : Raymond Patenôtre  (Sous-secrétaire d'État à la Présidence du Conseil et à l’Intérieur chargé de l’Économie nationale)
- 30 janvier - 8 février 1934 : Raymond Patenôtre  (Sous-secrétaire d'État à la Présidence du Conseil et aux Affaires Étrangères chargé de l’Économie nationale et du Tourisme)
- 21 mars - 10 mai 1940 : René Hachette (Sous-secrétaire d’État chargé de l’Économie nationale)
- 26 janvier 1946 – 24 juin 1946 : François Tanguy-Prigent  (Sous-secrétaire d’État chargé de l’Économie nationale et aux Finances)